# Zbigniew Cieślak
Zbigniew Walenty Cieślak (ur. 11 lutego 1954 w Warszawie) – polski prawnik, doktor habilitowany nauk prawnych, sędzia Trybunału Konstytucyjnego w stanie spoczynku, w latach 2014–2024 członek, a od 2019 do 2024 zastępca przewodniczącego Państwowej Komisji Wyborczej.

## Życiorys
Ukończył w 1977 studia na Wydziale Prawa i Administracji Uniwersytetu Warszawskiego. W 1982 uzyskał stopień naukowy doktora nauk prawnych, a stopień doktora habilitowanego otrzymał w 1992. W latach 1994–1998 był rektorem Wyższej Szkoły Administracji Publicznej w Ostrołęce.
Od 2002 do 2006 był prorektorem Uniwersytetu Kardynała Stefana Wyszyńskiego. Specjalizuje się w prawie administracyjnym. Jest profesorem nadzwyczajnym UKSW, zajmował stanowisko profesora także w Uniwersytecie Warszawskim oraz w Wyższej Szkole Administracji Publicznej w Ostrołęce. Został członkiem Collegium Invisibile oraz rady naukowej kwartalnika „Prawo i Więź”.
W latach 1991–1992 był dyrektorem Biura Komisji Sejmowych. Następnie do 1993 pełnił funkcję sekretarza Komitetu Ekonomicznego Rady Ministrów w randze podsekretarza stanu w Urzędzie Rady Ministrów. W wyborach parlamentarnych w 1993 bez powodzenia ubiegał się o mandat poselski w okręgu warszawskim z listy Katolickiego Komitetu Wyborczego „Ojczyzna”. W latach 1997–1998 sprawował funkcję podsekretarza stanu w Ministerstwie Spraw Wewnętrznych i Administracji. Był członkiem zespołu negocjacyjnego w sprawie członkostwa Polski w Unii Europejskiej. Od 1999 do 2001 zasiadał w Kolegium Najwyższej Izby Kontroli. W 2006 został powołany na przewodniczącego Rady Służby Cywilnej przez premiera Kazimierza Marcinkiewicza. 2 grudnia tego samego roku Sejm powołał go na stanowisko sędziego Trybunału Konstytucyjnego. W 2006 wszedł także do nowo powołanej Kościelnej Komisji Historycznej. 4 grudnia 2014 został powołany przez prezydenta RP w skład Państwowej Komisji Wyborczej. 7 października 2019 został wiceprzewodniczącym PKW. W 2019 powołany na zastępcę przewodniczącego PKW.
W grudniu 2019 został zgłoszony przez Klub Parlamentarny Prawo i Sprawiedliwość na członka Państwowej Komisji Wyborczej. Sejm IX kadencji wybrał go na to stanowisko 20 grudnia 2019. W styczniu 2020 prezydent Andrzej Duda powołał go w skład PKW. Ponownie został wiceprzewodniczącym komisji, w jej składzie zasiadał do 2024.

## Odznaczenia
- Krzyż Komandorski Orderu Odrodzenia Polski (2025)[13][14]